# Orgueil

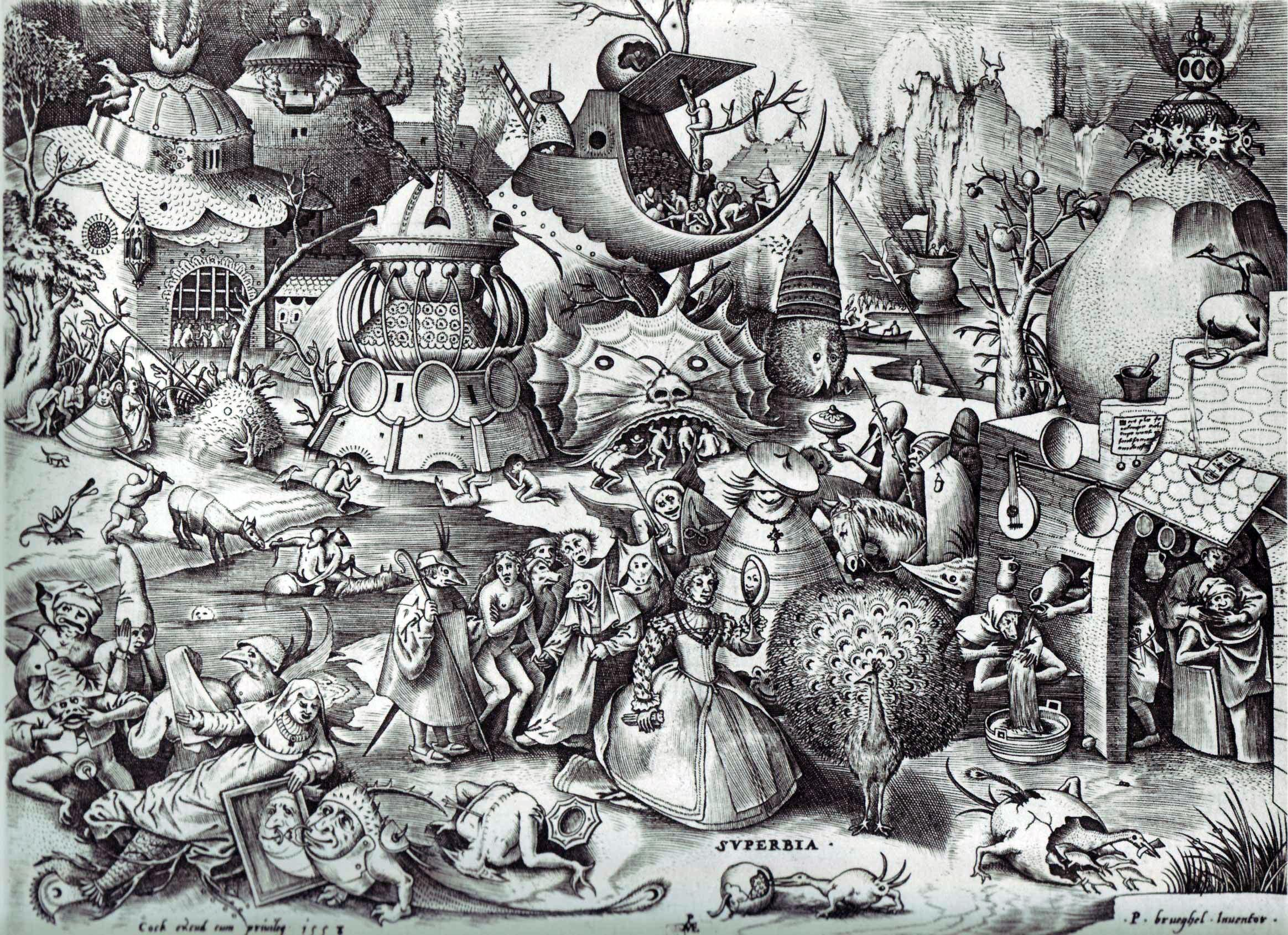
L'Orgueil selon Pieter Brueghel l'Ancien

Pour les articles homonymes, voir Orgueil (homonymie).
L'orgueil (superbia en latin) est une opinion très avantageuse, le plus souvent exagérée, qu'on a de sa valeur personnelle (à ne pas confondre avec l'égocentrisme) mais aux dépens de la considération due à autrui, à la différence de la fierté qui n'a nul besoin de se mesurer à l'autre ni de le rabaisser.
Ainsi une personne arrogante peut se considérer comme étant au-dessus ou meilleure que les autres, et peut ne pas tenir compte de leurs opinions ou sentiment. Caractéristique de la société moderne, l'arrogance se reflète comme une qualité interpersonnelle combinée à un désir puissant et presque incontrôlable de dominer ou de contrôler les autres.

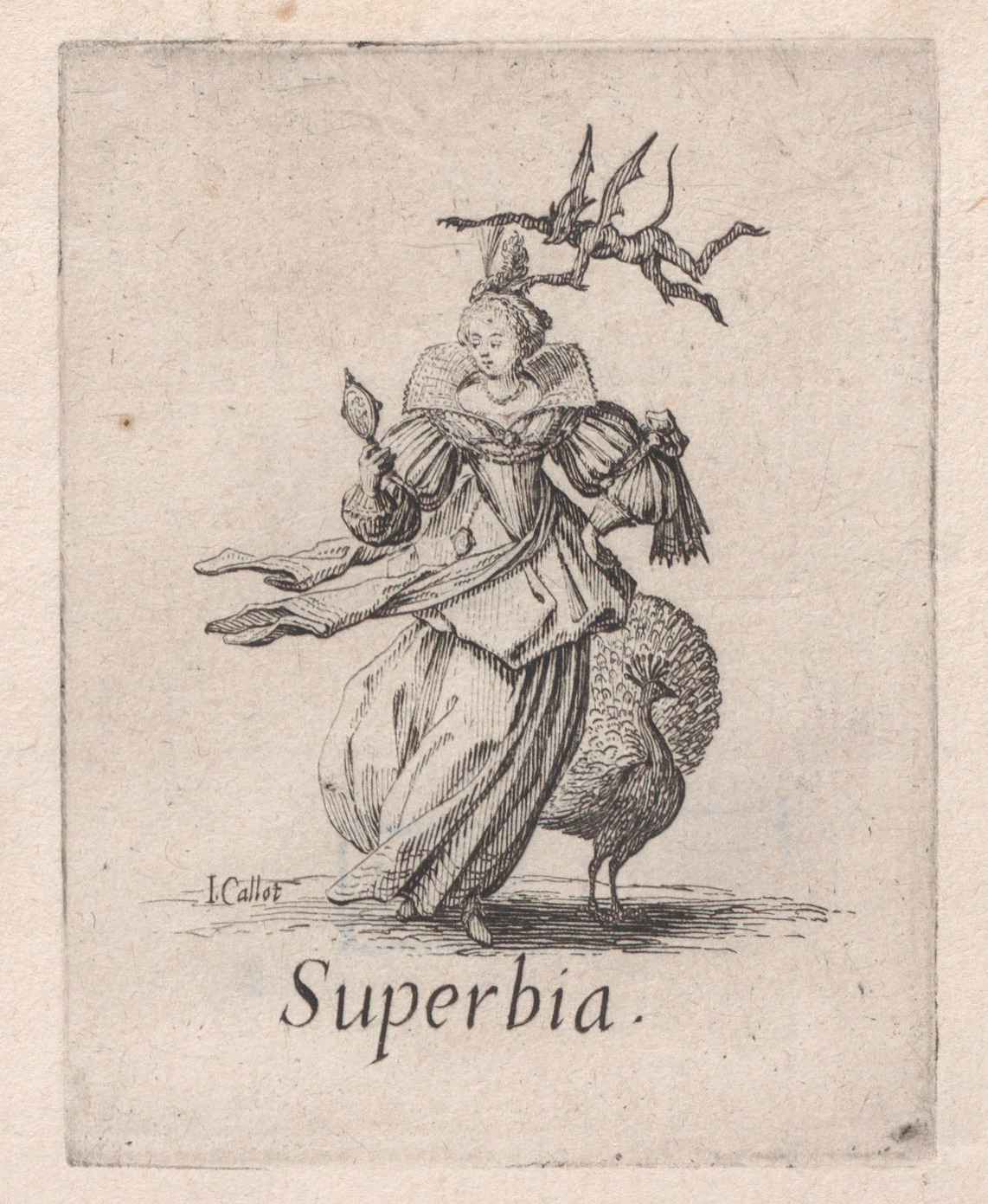
L'Orgueil, Les Péchés capitaux.

C'est un manque ou une absence d'humilité, selon le philosophe Théophraste, le mépris de tout, sauf de soi-même.
Dans le christianisme il désigne un péché capital, celui qui donne le sentiment d'être plus important et plus méritant que les autres, de ne rien devoir à personne, ce qui se traduit par un mépris pour les autres et le reste de la création et un rejet de la révélation et de la miséricorde divines. Pour la théologie chrétienne, c'est l'attribution à ses propres mérites de qualités ou de comportements qui sont des dons de Dieu (intelligence, vertus, etc.).
À l'inverse, l'orgueil peut également être perçu par d'autres référentiels culturels ou civilisationnels comme une vertu ou un idéal. À cet égard, on peut citer le code du bushido, qui sous-tend l'organisation du Japon féodal particulièrement durant l'ère Edo, et qui exalte « L'orgueil qui doit être sorti de son fourreau, comme une bonne lame, pour qu'elle ne rouille pas » (Hagakure, Jōchō Yamamoto). Quant à La Rochefoucauld, dans ses Maximes et réflexions (285), il considère que la magnanimité est le "bons sens de l'orgueil". Enfin, en Europe, la période romantique voit une forme de fascination artistique et littéraire pour l'orgueil et la révolte qu'il peut entraîner, comme le note Albert Camus dans ses analyses (dans L'Homme révolté notamment).

## Définition

### Différence entre orgueil et vanité
Selon Arthur Schopenhauer, « l’orgueil est la conviction déjà fermement acquise de notre propre haute valeur sous tous les rapports ; la vanité, au contraire, est le désir de faire naître cette conviction chez les autres et, d’ordinaire, avec le secret espoir de pouvoir par la suite nous l’approprier aussi. Ainsi l’orgueil est la haute estime de soi-même, procédant de l’intérieur, donc directe ; la vanité, au contraire, est la tendance à l’acquérir du dehors, donc indirectement. C’est pourquoi la vanité rend causeur ; l’orgueil, taciturne. Mais le vaniteux devrait savoir que la haute opinion d’autrui, à laquelle il aspire, s’obtient beaucoup plus vite et plus sûrement en gardant un silence continu qu’en parlant, quand on aurait les plus belles choses du monde à dire ».
Selon Dominic Moser, l’orgueil est une manière de se satisfaire de soi-même et se mettre dans une position morale plus élevée que celle que l'on a vraiment par rapport à celle que nous avons réellement. La vanité est davantage un besoin de recevoir de la reconnaissance afin d'être rassuré dans la nature intime de notre être ou égo au moyen de flatteries et compliments provenant d'autres personnes. « Après avoir un certain état d'éveil au cours de la vie, il est difficile de se débarrasser de son propre orgueil et ne pas se glorifier de l'illusion de l'orgueil et de la vanité que les gens ont à notre égard.»

## Dans le christianisme
L'orgueil est considéré comme un péché dans le christianisme.
Dans la première Béatitude, l'évangéliste Matthieu rapporte les paroles du Christ : « Heureux les pauvres en esprit : le Royaume des cieux est à eux » (Mt 5, 3). Dans son évangile, Matthieu rapporte souvent les paroles de Jésus qui reproche aux Pharisiens leur orgueil et leur suffisance qui les rend sourds à la révélation de Dieu contenue dans la Bonne Nouvelle.
Devant la croix du Christ, expression extrême de son don de soi, il n'y a personne qui puisse s'enorgueillir lui-même, de sa propre justice faite par lui pour lui ! Saint Paul, faisant écho à Jérémie, explicite cette pensée en écrivant :  « Celui qui veut s'enorgueillir, qu'il mette son orgueil dans le Seigneur » (1 Co 1, 31 = Jr 9, 22sq) ; ou bien : « Mais pour moi, que la croix de notre Seigneur Jésus Christ reste mon seul orgueil. Par elle, le monde est à jamais crucifié pour moi, et moi pour le monde » (Ga 6, 14).
Dans le catholicisme, l'orgueil est l'un des sept péchés capitaux.

## Dans la fiction
- Dans le manga Fullmetal Alchemist de Hiromu Arakawa, l'un des sept Homonculus représente l'orgueil. Son nom est Pride, qui signifie « orgueil » ou « fierté » en anglais.
- Dans le manga Judge de Yoshiki Tonogai, Hayato, le jeune homme au masque de lion, représente l'orgueil.
- Dans le manga Umineko no naku koro ni de Ryūkishi07, Lucifer, l'une des sœurs du Purgatoire, représente le péché de l'orgueil.
- Dans le manga Trinity Seven de Kenji Saitō, les magiciens puisent leurs pouvoirs dans l'étude des péchés capitaux.
- Dans le manga Seven Deadly Sins de Nakaba Suzuki, Escanor est le péché de l'orgueil (péché capital).
- Dans le light novel Re:Zero kara Hajimeru Isekai Seikatsu de Tappei Nagatsuki, Subaru, le personnage principal, est associé à l'orgueil dans le Culte de la Sorcière.
- Dans Le Petit Prince de Saint-Exupéry, la rose est dite orgueilleuse.
- Dans le light novel Blood Vampire Aesma's Pride, Aesma est le fils du roi d'Eterna. Enfant, Aesma représente l'orgueil et incarne un "démon" dans la secte des Ophites.
- Dans la série Hazbin Hotel créée par Vivienne Medrano, le père de l'Héroïne, Lucifer, est la représentation de l'orgueil.